# Analyse paysagère

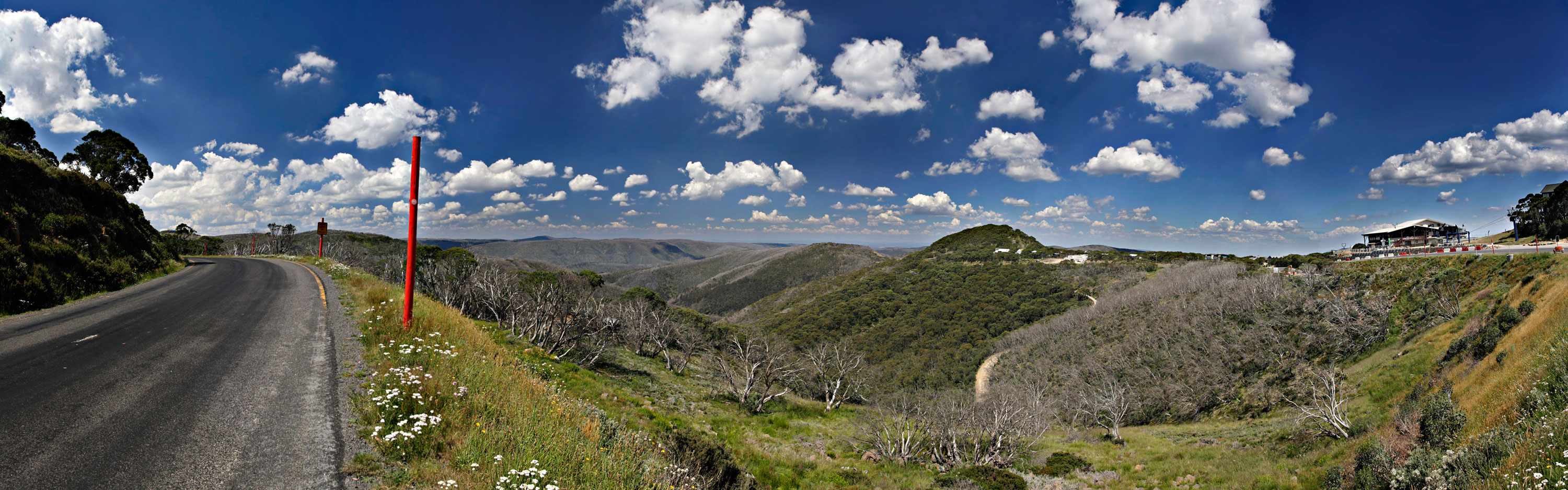
Vue estivale du Mont Hotham en Australie.

 (décembre 2009).
Si vous disposez d'ouvrages ou d'articles de référence ou si vous connaissez des sites web de qualité traitant du thème abordé ici, merci de compléter l'article en donnant les références utiles à sa vérifiabilité et en les liant à la section « Notes et références ».
L'analyse paysagère est une méthode d'analyse de l'espace environnant en trois étapes, permettant de comprendre et d'interpréter le fonctionnement d'un paysage naturel. Les trois étapes sont : 
1. voir : c'est la lecture du paysage ;
2. comprendre : c'est l'analyse paysagère en tant que telle ;
3. interpréter : c'est la synthèse de l'étude.

Cette analyse est en général réalisée lors de projets d'aménagements ayant un impact sur le paysage étudié, afin de déterminer quels sont les points sensibles à préserver ou à mettre en valeur.

## Lecture du paysage
Première étape de l'analyse paysagère, c'est une approche sensible du paysage, c'est-à-dire qui fait intervenir les sens plutôt que le raisonnement. En arrivant sur un lieu, c'est tout d'abord la vue qui guide l'individu. C'est un réflexe naturel, un automatisme. Une impression générale va se dégager du paysage que l'on découvre pour la première fois : il va nous sembler beau, calme et reposant, laid, ou monotone, etc.
La démarche devient alors active et non plus passive : on va lister les éléments du paysage, en commençant par les éléments descriptifs généraux et en allant jusqu'au détail.

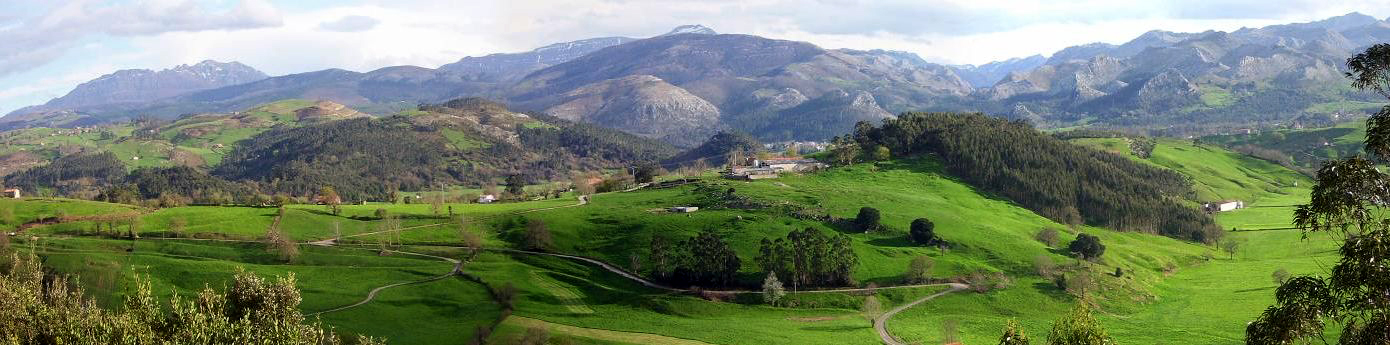
Vue panoramique à partir du village de Santa Marine, Espagne.

### Perception de l'espace
Il s'agit de toutes les sensations visuelles que procure l'étude du paysage : les textures, les couleurs, le type de ligne dominante (courbe, verticale, horizontale), l'ouverture du paysage en général ou par rapport à l'homme, le mode de déplacement principal dans le paysage et la vitesse de déplacement.

### Géométrie du paysage
C'est l'agencement des différents éléments entre eux : les plans de vue (le premier plan, le plan intermédiaire, l'arrière-plan), les effets géométriques (épaulement, encadrement, effet de fenêtre, de porte, la présence des points d'appel, de repère, de fuite.

### Les limites de la lecture du paysage
Cette phase de lecture du paysage présente trois inconvénients que l'on peut contourner :
- l'analyse est ponctuelle dans l'espace : les impressions et la structure du paysage que l'on a de celui-ci est différent selon l'endroit où l'on se situe. Pour remédier à cela, il suffit de multiplier les emplacements d'observations, voire d'effectuer la lecture du paysage durant un itinéraire qui va traverser le paysage. L'utilisation préalable d'une carte IGN de la région permet de préparer un itinéraire ou de localiser les points qui semblent les plus propices à l'observation (ceux en hauteur, ayant un champ de vision vaste par exemple).
- l'analyse est également ponctuelle dans le temps, alors qu'un paysage est dynamique. Les espaces utilisés par l'homme ne sont jamais fixes, puisqu'il l'adapte en fonction de ses besoins, et ces besoins changent au cours du temps. On citera l'exemple des modifications profondes du paysage dues à la déprise agricole ou au remembrement des parcelles agricoles. Faute de temps pour réaliser un suivi ne serait-ce qu'à moyen terme, l'on peut se tourner vers les nombreuses sources d'histoire locale : bibliothèques municipales, facultés de géographie ou d'histoire, historiens locaux, habitants ou personnes âgées).
- enfin, l'analyse paysagère est inévitablement subjective, puisque d'un observateur à l'autre la réflexion sera nécessairement influencée par les goûts personnels, son âge, son expérience, son métier, son intérêt pour l'aménagement ou pour la préservation des milieux naturels, etc. Il n'est en général pas possible matériellement et/ou financièrement de réaliser une analyse à plusieurs personnes, il convient alors de garder en tête cette subjectivité lors de l'analyse.

## Analyse du paysage
L'analyse vise à identifier et décrypter les éléments listés lors de la lecture du paysage, en rattachant chacun d'eux à une ou plusieurs fonctions bien précise du paysage en tant que milieu de vie. Par exemple :
- les terres cultivées sont rattachées aux problématiques de gestion agricole de l'espace, de maîtrise des intrants et extrants ;
- le cours d'eau est relié aux notions de gestion des ressources de pêche, de ressource en eau potable.
- Les voies de circulations dans leur ensemble sont codifiées (voie de circulation pour piétons, vélos, deux roues, auto camion, engin agricole, eaux de ruissellement...)

## Synthèse
Comme tout système, le paysage doit être considéré en tant que tel lors d'une analyse paysagère, en intégrant tous ses éléments : faune, flore, sol, activités humaines, histoire, etc. mais également les relations entre ces éléments. Cette partie de l'analyse paysagère vise à reconstituer les liens existants entre les éléments du paysage, afin de proposer un diagnostic de l'état actuel, et de proposer un pronostic de l'état futur, basé sur les relations que l'on a réussi à identifier et la connaissance de l'histoire du site.
La synthèse de l'analyse paysagère est notamment le domaine d'action de l'écologie du paysage, qui fait intervenir les connaissances de disciplines très diverses comme la botanique, la zoologie, l'écologie des populations, mais aussi la sociologie.